# Eugenia duthieana
Syzygium duthieanum là một loài thực vật thuộc họ Myrtaceae. Loài này có ở Malaysia và Singapore.